# Beardmore W.B.1
Pour les articles homonymes, voir Beardmore.
Le Beardmore W.B. 1 est un avion de bombardement biplace monomoteur britannique conçu durant la Première Guerre mondiale et resté au stade du prototype.

## Beardmore W.B. 1
Arrivé depuis peu à la tête du bureau d’études aéronautiques de la firme William Beardmore & Co, Ltd, George Tilghman Richards dessina un bombardier à longue distance destiné au Royal Naval Air Service. Faiblement motorisé mais disposant d’une voilure biplane de très grand allongement, cet appareil devait mener des attaques surprise à l’issue d’un très long vol plané. Biplan à ailes égales très décalées, le prototype était donc équipé d’un moteur Beardmore Adriatic de 230 ch et effectua ses premiers vols début 1917. 
Le prototype fut livré au Royal Naval Air Service (RNAS) à Cranwell le 8 juin 1917, alors que le Handley Page O/100 était déjà en cours de production, et fut donc logiquement refusé par le RNAS. Cet appareil devait être alternativement équipé d’un moteur Sunbeam de 240 ch.

## Beardmore W.B. 1A
Bombardier à très long rayon d’action dérivé du précédent. La voilure, dont l’envergure passait de 18,75 à plus de 21 m, recevait 4 paires de mâts d’entreplan de chaque côté du fuselage et l’équipage était installé très en arrière du fuselage.

## Sources
1. 1 2 3  Mason
2. ↑  Lewis
3. 1 2  Taylor